# Hundertschaft der Wölfe
Hundertschaft der Wölfe (russisch Волчья сотня) nennt sich eine paramilitärische Organisation in Russland.
Erkennbar ist die Organisation, deren Geschichte bis zur Zarenzeit Anfang des 20. Jahrhunderts zurückreicht, am Emblem eines knurrenden Wolfes. Sie orientieren sich nach eigenen Angaben an den Idealen ihrer Kosaken-Bruderschaft. Die Bezeichnung Kosake von dem tatarischen Wort „Kazak“ ab, was so viel wie „freier Krieger“ bedeutet. Die Organisation geht auf den russischen Kosakengeneral Andrei Grigorjewitsch Schkuro zurück.
Ihr Anführer war Jewgeni Ponomarjow (1975–2014), besser bekannt unter dem Namen „Batja“ oder „Vater“.
Die Hundertschaft der Wölfe trat ab 2014 im Russisch-Ukrainischen Krieg vereinzelt in Erscheinung.

## Historie
Noch vor der russischen Oktoberrevolution hatte der russische Oberst Andrei Grigorjewitsch Schkuro, einem ethnischen Kosaken, im Jahre 1915 ein Kavallerie-Regiment gegründet, aus dem die Kuban-Kosaken-Brigade der Weißen Armee hervorging – benannt nach der Kuban-Region im Nordkaukasus. Im Ersten Weltkrieg sollen seine Truppen besonders durch ihre Brutalität aufgefallen sein, was historisch nicht belegt ist. Ihr Einsatzgebiet im Ersten Weltkrieg lag vor allem im Süden Russlands, in der heutigen Ukraine, Belarus und Moldawien. Das Wolfssymbol stammt auch aus jener Zeit. Die Kämpfer der Kuban-Brigade trugen Fahnen mit sich, auf denen ein Wolfskopf vor schwarzem Hintergrund abgebildet war und Mützen aus Wolfsfell. Ihr Kampfruf ähnelte dem Heulen eines Wolfes – Erkennungszeichen, die ihnen den inoffiziellen Namen «Hundertschaft der Wölfe» einbrachten.
Als die Rote Armee später die Kontrolle übernahm, war Schkuro gezwungen, zusammen mit anderen Offizieren des Zaren nach Europa zu fliehen, wo er im Zweiten Weltkrieg an der Seite der Deutschen kämpfte. Schkuro erhielt dann den Rang eines Generalleutnants der Waffen-SS und stand etwa 2000 Männern vor, die auf der Seite der Deutschen in Jugoslawien gekämpft haben. Nach dem Krieg nahmen die Briten Schkuro gefangen und überstellten ihn nach Moskau, wo er wegen „Terrorakten gegen die UdSSR“ und anderen Verbrechen vor Gericht gestellt wurde. Sein Todesurteil durch Hängen wurde im Januar 1947 in der sowjetischen Hauptstadt vollstreckt. In den folgenden Jahrzehnten wurde sein Volk von den sowjetischen Machthabern gejagt – bis Wladimir Putin sie 2005 per Dekret rehabilitierte und wieder in den Staatsdienst zur Grenzsicherung aufnahm.

### Russisch-Ukrainischer Krieg

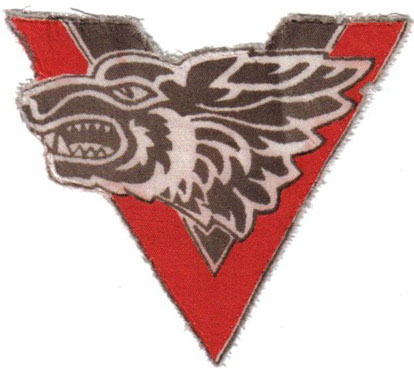
Abzeichen der „Hundertschaft der Wölfe“

Im März 2014 berichtete das US-amerikanische Magazin Time, dass sich an den bewaffneten Kämpfen im Rahmen des Russisch-Ukrainischen Krieg Tausende Kosaken auf Seiten der prorussischen Separatisten beteiligen würden, darunter in der Region um Slowjansk Alexander Moschajew mit einer als „Hundertschaft der Wölfe“ bezeichneten Gruppe.